# Варченко Ольга Олександрівна
Варченко Ольга Олександрівна (2 листопада 1981, Кіровоград, нині Кропивницький) — перший заступник директора ДБР.

## Освіта
- 1997 — закінчила Кіровоградський кібернетично-технічний коледж.
- 2002 — закінчила Національну юридичну академію України імені Ярослава Мудрого (спеціальність «Правознавство»).

## Життєпис
- лютий 2002 — липень 2009 — помічник, старший помічник прокурора Дарницького району міста Києва.
- липень 2009 — грудень 2009 — старший прокурор відділу нагляду за додержанням законів органами внутрішніх справ при провадженні дізнання та досудового слідства управління нагляду за додержанням законів органами, які проводять оперативно-розшукову діяльність, дізнання та досудове слідство прокуратури міста Києва.
- грудень 2009 — січень 2011 — заступник начальника відділу нагляду за додержанням законів органами внутрішніх справ при провадженні дізнання та досудового слідства управління нагляду за додержанням законів органами, які проводять оперативно-розшукову діяльність, дізнання та досудове слідство прокуратури міста Києва.
- січень 2011 — липень 2012 — заступник начальника управління нагляду за додержанням законів спецпідрозділами та іншими установами, які ведуть боротьбу з організованою злочинністю та корупцією — начальник відділу з нагляду за додержанням законів спецпідрозділами та іншими установами, які ведуть боротьбу з організованою злочинністю прокуратури міста Києва.
- липень 2012 — грудень 2012 — начальник організаційно-методичного відділу слідчого управління прокуратури міста Києва.
- грудень 2012 — жовтень 2013 — начальник відділу здійснення процесуального керівництва досудовим розслідуванням у кримінальних провадженнях слідчих слідчого управління прокуратурі міста Києва.
- жовтень 2013 — серпень 2014 — заступник начальника слідчого управління прокуратури міста Києва.
- серпень 2014 — жовтень 2014 — прокурор прокуратури Деснянського району Києва.
- жовтень 2014 — листопад 2014 — заступник начальника управління нагляду за додержанням законів спецпідрозділами та іншими органами, які ведуть боротьбу з організованою злочинністю і корупцією — начальник відділу нагляду за додержанням законів у сфері протидії корупції та процесуального керівництва у кримінальних провадженнях про корупційні правопорушення прокуратури Київської області.
- листопад 2014 — вересень 2015 — начальник управління нагляду за додержанням законів спецпідрозділами та іншими органами, які ведуть боротьбу з організованою злочинністю і корупцією прокуратури Київської області.
- вересень 2015 — лютий 2016 — начальник управління процесуального керівництва у кримінальних провадженнях слідчих прокуратури Київської області, виконувач обов'язків начальника управління нагляду за додержанням законів органами, які ведуть боротьбу з організованою злочинністю і корупцією прокуратури Київської області.
- лютий 2016 — червень 2016 — начальник управління процесуального керівництва, підтримання державного обвинувачення та представництва в суді Департаменту з розслідування та нагляду у кримінальних провадженнях у сферах державної служби та власності Генеральної прокуратури України.
- червень 2016 — листопад 2017 — начальник управління процесуального керівництва, підтримання державного обвинувачення та представництва в суді Департаменту з розслідування особливо важливих справ у сфері економіки Генеральної прокуратури України.
- 27 листопада 2017 року призначена на посаду першого заступника Директора Державного бюро розслідувань[2][3][4].

## Робота у Генеральній прокуратурі
Управління процесуального керівництва, підтримки державного обвинувачення та представництва в суді Департаменту з розслідування особливо важливих справ у сфері економіки Генеральної прокуратури України під головуванням Ольги Варченко відзначилося розслідуванням низки гучних кейсів.
Зокрема, 2017 року було розкрито справу бухгалтерів Національної поліції, які привласнили понад 6 мільйонів гривень державних коштів. Гроші призначались для виплати заробітної плати та матеріального забезпечення особовому складу ГУ Нацполіції в Київській області. Зловмисники внесли до офіційної електронної бази відомості про нібито працевлаштування 19 осіб на посади атестованих працівників Головного управління НПУ в Київській області. Для виплати їм заробітної плати в одному з банків на підставі підроблених документів на імена цих неіснуючих працівників було відкрито рахунки, на кожен з яких протягом 2012—2016 років було нараховано по 300 тисяч гривень заробітної плати. Надалі гроші знімалися готівкою через банкомати.
Того ж таки 2017 року Ольга Варченко повідомила про затримання прокурора Запорізької місцевої прокуратури № 1 за підозрою у збуті наркотиків. При цьому прокурор відповідав за підтримання державного обвинувачення у провадженнях, пов'язаних із торгівлею наркотиками, і сам вживав амфетамін.
У 2016 році слідчі Управління процесуального керівництва, підтримки державного обвинувачення та представництва в суді Департаменту з розслідування особливо важливих справ у сфері економіки Генеральної прокуратури України висунули звинувачення в отриманні хабаря Ігорю Петрику — судді Київського апеляційного адміністративного суду. 5 тисяч доларів суддя отримав за ухвалення рішення на користь третьої особи.

## Діяльність на посаді першого заступника директора ДБР
На посаді першого заступника директора Державного бюро розслідувань станом на серпень 2019 року Ольга Варченко відзначилась розслідуванням низки гучних справ.
У серпні 2019 року вона повідомила про досудове розслідування у справі банку «Фінанси та Кредит» депутата Костянтина Жеваго. Зокрема, 5 серпня було оголошено про підозру кільком топ-менеджерам банку. 27 вересня 2019 року Варченко повідомила про вручення підозри екс-народному депутату Жеваго заочно.
8 липня Ольга Варченко заявила про розкриття банди «чорних ріелторів», учасниками якої були нині вже колишній суддя Солом'янского районного суду Києва, приватний нотаріус та кілька адвокатів. Станом на вересень 2019 року досудове розслідування у цій справі триває.
У липні 2019 року Ольга Варченко повідомила про затримання банди перевертнів у погонах, членами якої були колишні та діючі співробітники Служби безпеки України, зокрема — полковник, начальник одного з відділів ГУ СБУ в м. Києві та Київській області, до функціональних обов'язків якого входила боротьба з організованою злочинністю. Під час досудового розслідування затримали 14 осіб, серед яких також були два діючих і один колишній співробітники поліції. Досудове розслідування завершили, а справу та обвинувальні акти направили до суду.
Ольга Варченко ініціювала повернення до процесу створення міжвідомчої інструкції з моніторингу та протидії катуванням та тортурам. Вона заявила, що документ визначає механізм взаємодії всіх правоохоронних органів, закладів МОЗ, омбудсмена, представників суддівського та адвокатського самоврядування та інших державних органів з метою протидії тортурам.
16 серпня 2019 року Варченко заявила про відкриття кримінального провадження у справі вбивства ветерана АТО та громадського активіста Віталія Олешка з позивним «Сармат». Зокрема, вона заявила, що ДБР перевірятиме причетність до злочину співробітників Нацполіції у Запорізькій області, які, за попередньою версією слідства, знали про підготовку вбивства, проте приховали цей факт.
23 серпня 2019 року Ольга Варченко повідомила про вручення підозри вже колишньому начальнику Головного управління Національної поліції в Дніпропетровській області Віталію Глуховері. Раніше екс-посадовець опинився у центрі скандалу через те, що незаконно дав команду бійцям спецпідрозділу «КОРД» затримати місцевих патрульних, які зупинили авто помічника Глуховері за порушення ПДР.
У жовтні 2019 року Ольга Варченко — одна з найвпливовіших жінок України за версією журналу «Фокус».

## Нагороди
- Медаль «За працю і звитягу»[14].
- Почесне звання «Заслужений юрист України»[15].
- Подяка Генерального прокурора України.
- Нагрудний знак «За сумлінну службу в органах прокуратури».

## Сім'я
Виховує сина.